# Teuillac
Teuillac é uma comuna francesa na região administrativa da Nova Aquitânia, no departamento da Gironda. Estende-se por uma área de 7,18 km². Em 2010 a comuna tinha 891 habitantes (densidade: 124,1 hab./km²).